# Stéphane Le Bouyonnec
Stéphane Le Bouyonnec, né le 26 juin 1962 à Falaise en France, est un homme d'affaires et homme politique québécois.
Il est député à l'Assemblée nationale du Québec de la circonscription de La Prairie de 2012 à 2014 sous la bannière de la Coalition avenir Québec, dont il occupe la présidence de 2014 à 2018.

## Biographie

### Jeunesse et formation
Stéphane Le Bouyonnec est titulaire d'un baccalauréat en génie industriel de l'École polytechnique de Montréal, obtenu en 1985.
Il commence sa carrière chez Lavalin. Il devient ensuite vice-président exécutif d'Hypocrat de 1987 à 1990, puis président d'Innovitech de 1991 à 1999. De 1998 à 1999, il est vice-président du Fonds de solidarité des travailleurs du Québec (FTQ), puis président de Métaforia Entertainment de 1999 à 2001. Il devient associé principal chez Secor en 2002 et en 2003, puis chef de l'exploitation chez Orthosoft en 2004. Il est président fondateur de Synergis Capital de 2004 à 2017.
À partir de 2000, il devient membre de plusieurs conseils d'administration, soit Léger Marketing de 2000 à 2018, Sc360 depuis 2010, Systemex Communications en 2012, Citoxlab depuis 2017. Il est également président du conseil d'administration d'Adventure Gold de 2010 à 2016 et de Techbanx d'avril 2017 au 14 juin 2018.

### Carrière politique
Il est à l'origine un péquiste, partisan de Pierre Marc Johnson dans les années 1980. Il occupe d'ailleurs plusieurs fonctions au sein du Parti québécois de 1986 à 1990 en plus de participer à la fondation du Bloc québécois en 1990 et à celle de l'Action démocratique du Québec en 1994. Au sein de ce parti, il participe à la commission constitutionnelle en faveur du Oui en 1995 et est stratège électoral et président de la commission politique de 1994 à 2008. 
Il est élu député caquiste à l'Assemblée nationale du Québec dans la circonscription de La Prairie lors de l'élection générale québécoise de 2012, il est le porte-parole du deuxième groupe d'opposition en matière d'économie et de commerce extérieur et en matière d'enseignement supérieur, de recherche, de science et de technologie. En lice pour un deuxième mandat à l'élection de 2014, il est défait par le candidat libéral Richard Merlini.
Le 1er novembre 2014, il devient président de la Coalition avenir Québec, poste qu'il conservera jusqu'à sa démission le 28 août 2018.
Il est membre du conseil d'administration de la réputée firme de sondage Léger.
Le 14 juin 2018, Le Journal de Montréal révèle que Stéphane Le Bouyonnec était aussi président du conseil d'administration de l'entreprise derrière Finabanx, une entreprise qui offre des prêts financiers excédant les 90 % de taux d'intérêt via son outil iCash.
Le 23 octobre 2023, il est nommé sous-ministre du ministère de la Cybersécurité et du Numérique.